# Montréal-Ouest (Bas-Canada)
Montréal-Ouest est un district électoral de la Chambre d'assemblée du Bas-Canada ayant existé de 1792 à 1838.

## Histoire
Son territoire correspond à l'ouest de la ville de Montréal. Montréal-Ouest est l'un des 27 districts électoraux instaurés lors de la création du Bas-Canada par l'Acte constitutionnel de 1791. Il s'agit d'un district représenté conjointement par deux députés, parfois d’allégeance différente. Il est suspendu de 1838 à 1841 en raison de la Rébellion des Patriotes. À partir de 1841, le district est fusionné avec Montréal-Est au sein du Parlement de la province du Canada.

## Liste des députés

### Siègeno1
| Années | Années      | Député                      | Parti       |
| ------ | ----------- | --------------------------- | ----------- |
|        | 1792 - 1796 | Jean-Baptiste Durocher      | Indépendant |
|        | 1796 - 1800 | Alexander Auldjo            | Bureaucrate |
|        | 1800 - 1804 | James McGill                | Bureaucrate |
|        | 1804 - 1808 | John Richardson             | Bureaucrate |
|        | 1808 - 1809 | William McGillivray         | Bureaucrate |
|        | 1809 - 1810 | Thomas McCord               | Bureaucrate |
|        | 1810 - 1814 | Étienne Nivard Saint-Dizier | Indépendant |
|        | 1814 - 1816 | Louis-Joseph Papineau       | Canadien    |
|        | 1816 - 1820 | Louis-Joseph Papineau       | Canadien    |
|        | 1820 - 1820 | Louis-Joseph Papineau       | Canadien    |
|        | 1820 - 1824 | Louis-Joseph Papineau       | Canadien    |
|        | 1824 - 1827 | Louis-Joseph Papineau       | Canadien    |
|        | 1827 - 1830 | Louis-Joseph Papineau       | Patriote    |
|        | 1830 - 1834 | Louis-Joseph Papineau       | Patriote    |
|        | 1834 - 1838 | Louis-Joseph Papineau       | Patriote    |

### Siègeno2
| Années | Années      | Député                         | Parti       |
| ------ | ----------- | ------------------------------ | ----------- |
|        | 1792 - 1796 | James McGill                   | Bureaucrate |
|        | 1796 - 1800 | Louis-Charles Foucher          | Bureaucrate |
|        | 1800 - 1804 | Joseph Périnault               | Canadien    |
|        | 1804 - 1808 | Jean-Marie Mondelet            | Canadien    |
|        | 1808 - 1809 | Denis-Benjamin Viger           | Canadien    |
|        | 1809 - 1810 | Denis-Benjamin Viger           | Canadien    |
|        | 1810 - 1814 | Archibald Norman McLeod        | Bureaucrate |
|        | 1814 - 1816 | James Fraser                   | Bureaucrate |
|        | 1816 - 1820 | Félix Vinet dit Souligny       | Indépendant |
|        | 1820 - 1820 | George Garden                  | Bureaucrate |
|        | 1820 - 1824 | George Garden                  | Bureaucrate |
|        | 1824 - 1827 | Pierre de Rastel de Rocheblave | Indépendant |
|        | 1827 - 1830 | Robert Nelson                  | Patriote    |
|        | 1830 - 1832 | John Fisher                    | Bureaucrate |
|        | 1832 - 1832 | Daniel Tracey                  | Patriote    |
|        | 1834 - 1838 | Robert Nelson                  | Patriote    |